# Felix Hess
Felix Hess (1941 Haag – 10. října 2022 Haren) byl nizozemský fyzik, hudební umělec, sběratel a filantrop.
V roce 1975 obhájil cum laude disertační práci o aerodynamice bumerangu na Rijksuniversiteit Groningen. V době studií ho ovlivnilo kvákání žab v přírodě, kterými se inspiroval pro vytváření elektronických hudebních zařízení a věnoval se experimentální hudební produkci. Později začal sbírat zengu, tedy specifické zenové umění kombinující meditativní kresbu a kaligrafii původem z Japonska. Sbírku nazval Kaeru-an (Z žabí chýše). Sbírka čítající 570 kusů zengy patřila mezi největší mimo území Japonska, větší část daroval Národní galerii v Praze, několik kusů pak Rijksmuseum.